# John Buckler
John Buckler, Senior FSA (30 novembre 1770 - 6 décembre 1851) est un artiste britannique et architecte occasionnel dont on se souvient surtout pour ses nombreux dessins d'églises et d'autres bâtiments historiques, enregistrant beaucoup de choses qui ont depuis été modifiées ou détruites.

## Biographie
Buckler est né à Calbourne, île de Wight. À l'âge de 15 ans, il  devient greffier de l'intendant du Magdalen College d'Oxford et commence à s'impliquer toute sa vie dans la gestion des domaines londoniens du collège. Après plusieurs années à travailler sur des plans de nouveaux bâtiments, vers 1801, il devient huissier et percepteur des loyers du Magdalen College à Freeman's Court, Londres, et à Southwark, et occupe ce poste jusqu'à sa retraite en 1849. Le travail pour le collège lui laisse amplement de temps libre, et il exerce également comme architecte jusqu'en 1830, concevant des bâtiments tels que le château de Halkyn (en), Flint (1822-1827) pour Robert Grosvenor, 2e comte Grosvenor (créé plus tard marquis de Westminster) la tour de l'église de Theale, Berkshire (1827-1828), le Prieuré de Glastonbury, également appelé Abbey House, Somerset (1829-1830) pour JF Reeves, et Poll Park, Denbighshire (vers 1828), pour William Bagot, 2e baron Bagot, "un premier essai dans le style à colombages ", selon Howard Colvin, qui estime que Buckler a participé à la rénovation gothique de Blithfield Hall, Staffordshire, pour Lord Bagot, 1822-1823. Lui ou son fils a également conçu l'église Saint-Jean-Baptiste, Pentrobin, maintenant Penymynydd, dans le comté de Flintshire, 1843, pour Sir Stephen Glynne, comme l'une des premières églises néo-gothiques issues de la Cambridge Camden Society.

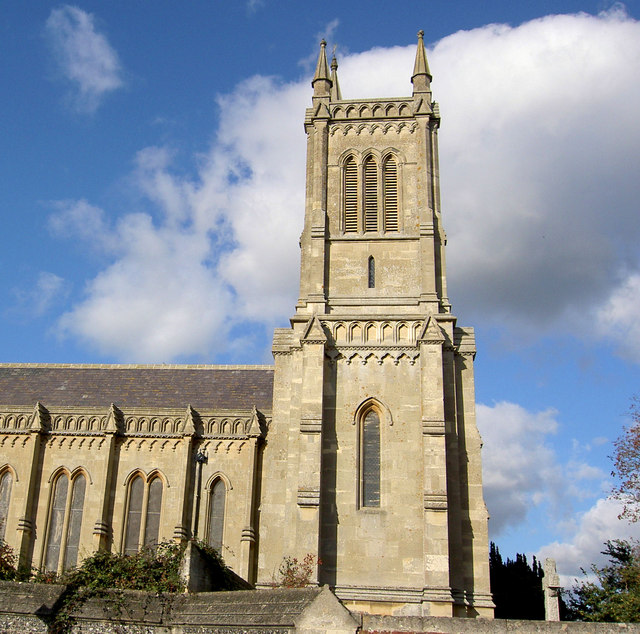
L'église Holy Trinity à Theale, Berkshire. La tour a été conçue par John Buckler.

L'intérêt de Buckler pour l'art se développe au fil du temps et ses premières œuvres publiées sont deux aquatintes du Magdalen College en 1797, suivies en 1799 d'une gravure de la cathédrale de Lincoln ; le premier d'une série qui comprend toutes les cathédrales d'Angleterre en 1814, ainsi que de nombreuses églises collégiales et paroissiales. Peu de temps après 1800, il est chargé par Richard Colt Hoare de Stourhead de produire dix volumes de dessins d'églises et d'autres bâtiments historiques du Wiltshire, et le petit-fils de Buckler décrit cette commission comme "décidant son cerveau pour des activités antiquaires ". Cela est suivi par des commandes similaires d'autres antiquaires, tels que William Salt de Staffordshire et à la fin de sa vie, selon son propre compte, Buckler a produit environ 13 000 dessins de bâtiments. De nombreux bâtiments dessinés par Buckler n'avaient pas été enregistrés auparavant, et beaucoup ont depuis été démolis ou considérablement modifiés, de sorte que son travail est maintenant une source précieuse d'informations sur l'histoire de l'architecture britannique. Son travail est exposé à la Royal Academy chaque année de 1798 à 1849, et il devient membre de la Society of Antiquaries of London en 1810.
John Buckler est mort à Newington, Londres, en 1851, deux ans après sa retraite. Quarante-deux volumes de ses esquisses  sont aujourd'hui conservés à la British Library . D'autres lieux détiennent des collections de son travail comme le Wiltshire Museum à Devizes, le Taunton Museum, la William Salt Library à Stafford et la Bodleian Library à Oxford,.

## Famille
Son fils aîné, John Chessell Buckler (1793-1894), également architecte et artiste, écrit plusieurs livres illustrés sur l'histoire de l'architecture britannique, et son plus jeune fils, George Buckler (1811-1886), et petit-fils Charles Alban Buckler (1825–1905) exercent également comme architectes. La famille d'architectes et d'artistes topographiques Buckler fait l'objet d'un projet de recherche depuis 2013 organisé par l'Institut d'histoire et de théorie de l'architecture de l'ETH Zurich,.